# Amalfi
Amalfi je přímořská obec jihoitalského regionu Kampánie v provincii Salerno s historií námořního státu; Republika Amalfi byla významnou námořní mocností vrcholného středověku.

## Popis
Městečko má svůj přístav, malou pláž, i rušnou pobřežní promenádu 'Lungomare dei Cavalieri'. Na náměstí Piazza Duomo se nachází Fontana del Popolo ze 16. století. K Dómu sv. Ondřeje (San Andrea, 9. století) vede monumentální schodiště. Stavba má bohatě zdobený portál, bronzová vrata odlitá v Konstantinopoli (1066) a zvonici v maurském slohu s barevnou stříškou. Barokní interiér krášlí mozaiky, mramorové skulptury, plátna a dvě kazatelny. V kryptě jsou uloženy kosti sv. Ondřeje.
Atrium katedrály je spojeno s rajským dvorem (Chiostro del Paradiso) kláštera, který krášlí křížené arkády a bohatá ornamentální výzdoba. Mezi spletitými uličkami v centru města se nachází i krytá Via dei Mercanti, někdejší středověké tržiště. V malém muzeu je uložena Tabula Amalfitane (14. století), dosvědčující výsadní postavení námořní republiky Amalfi. Vysoko položená zákoutí města a okolí skýtají malebné výhledy. Pro nespornou přírodní i estetickou hodnotu byl pás pobřeží u Amalfi v roce 1997 zařazen do seznamu světového kulturního dědictví UNESCO.

## Historie
Na počátku 9. století se oblast oddělila jako vévodství od Beneventa, od roku 839 zde vznikla námořní republika Amalfi, která později sváděla těžké boje se Saracény. Roku 1073 byla oblast dobyta Normany, o 60 let později poničena Pisany a připojena k Sicilskému království.

## Galerie

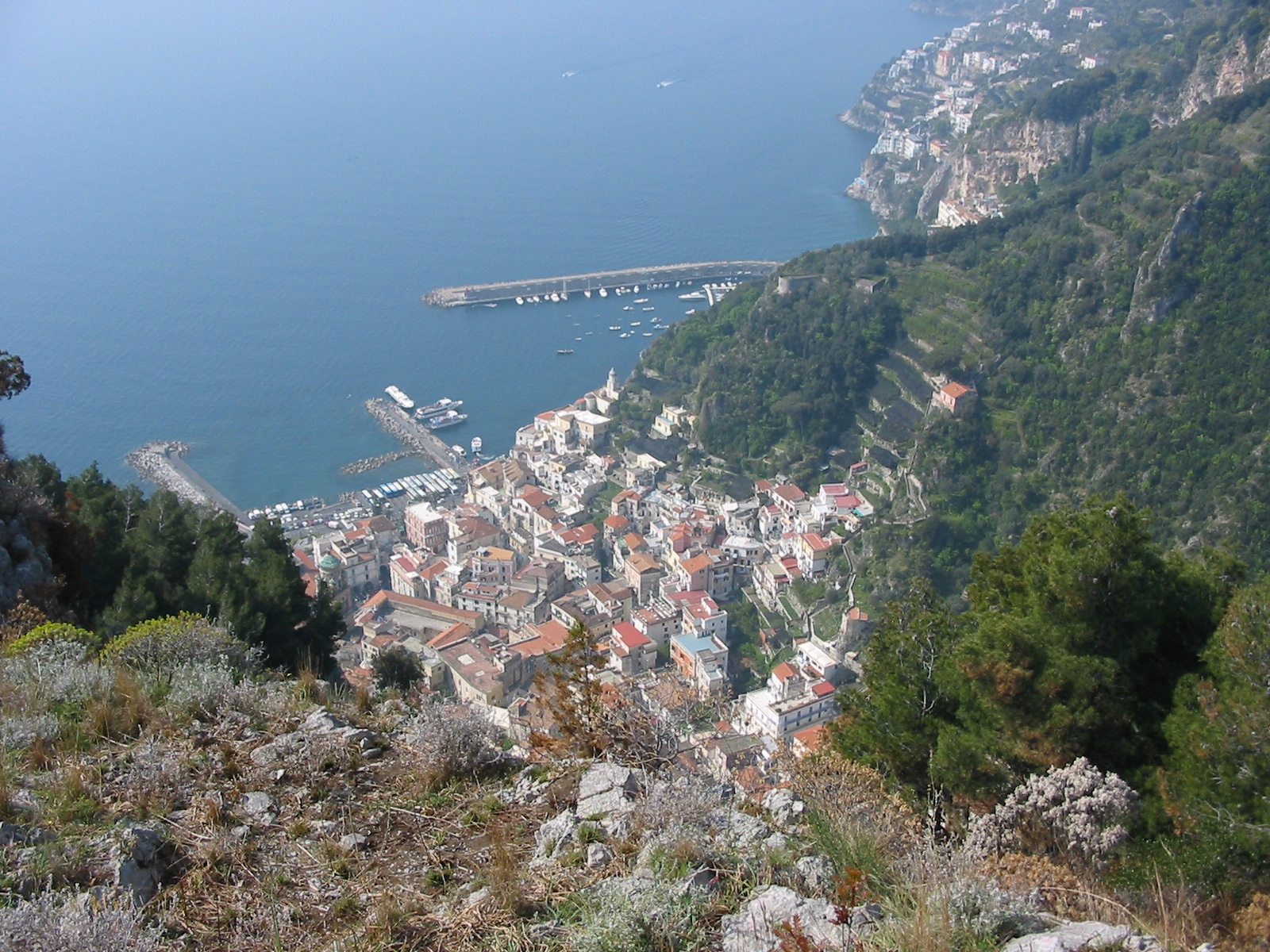
Amalfi
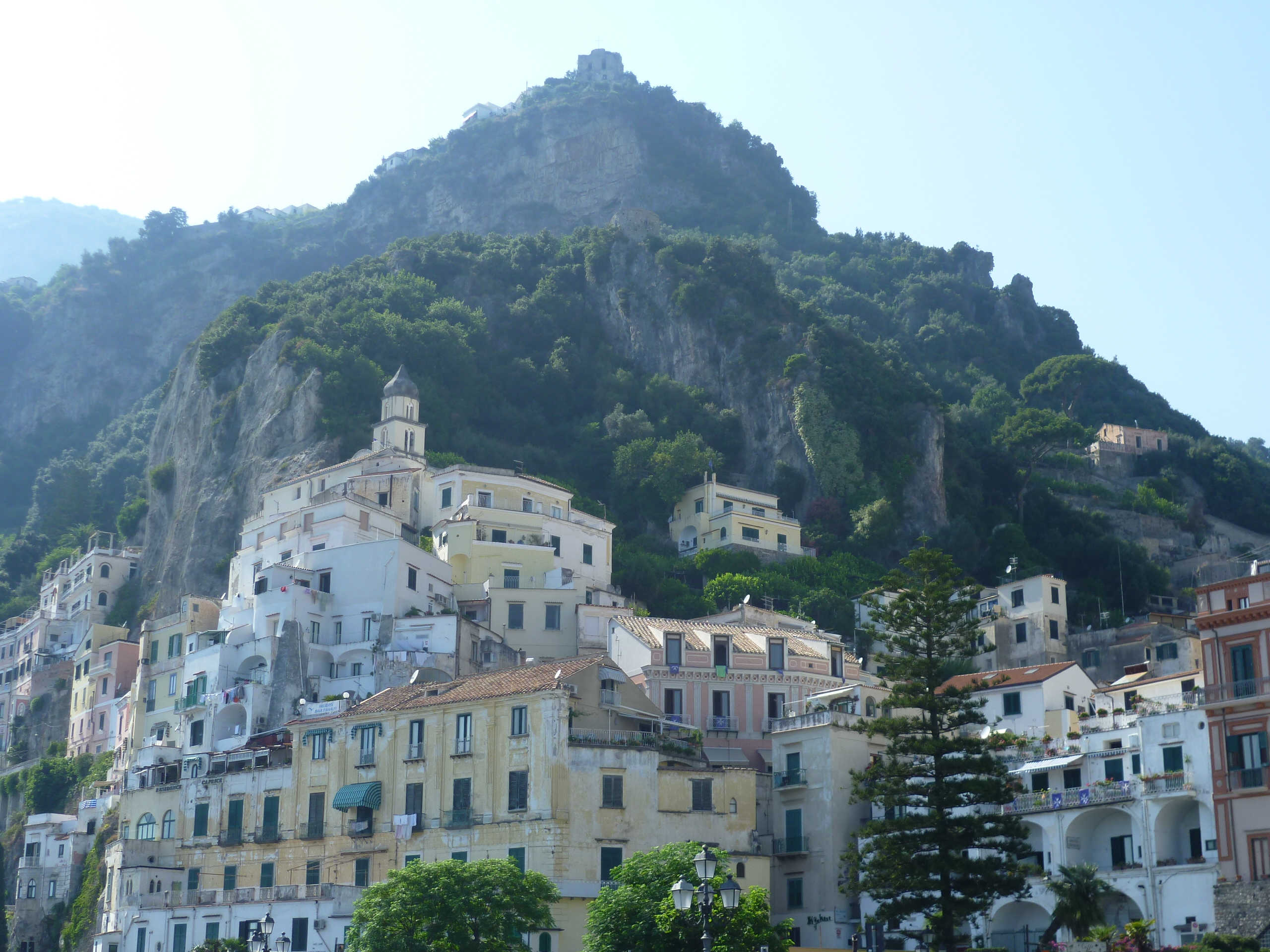
Pohled na Amalfi
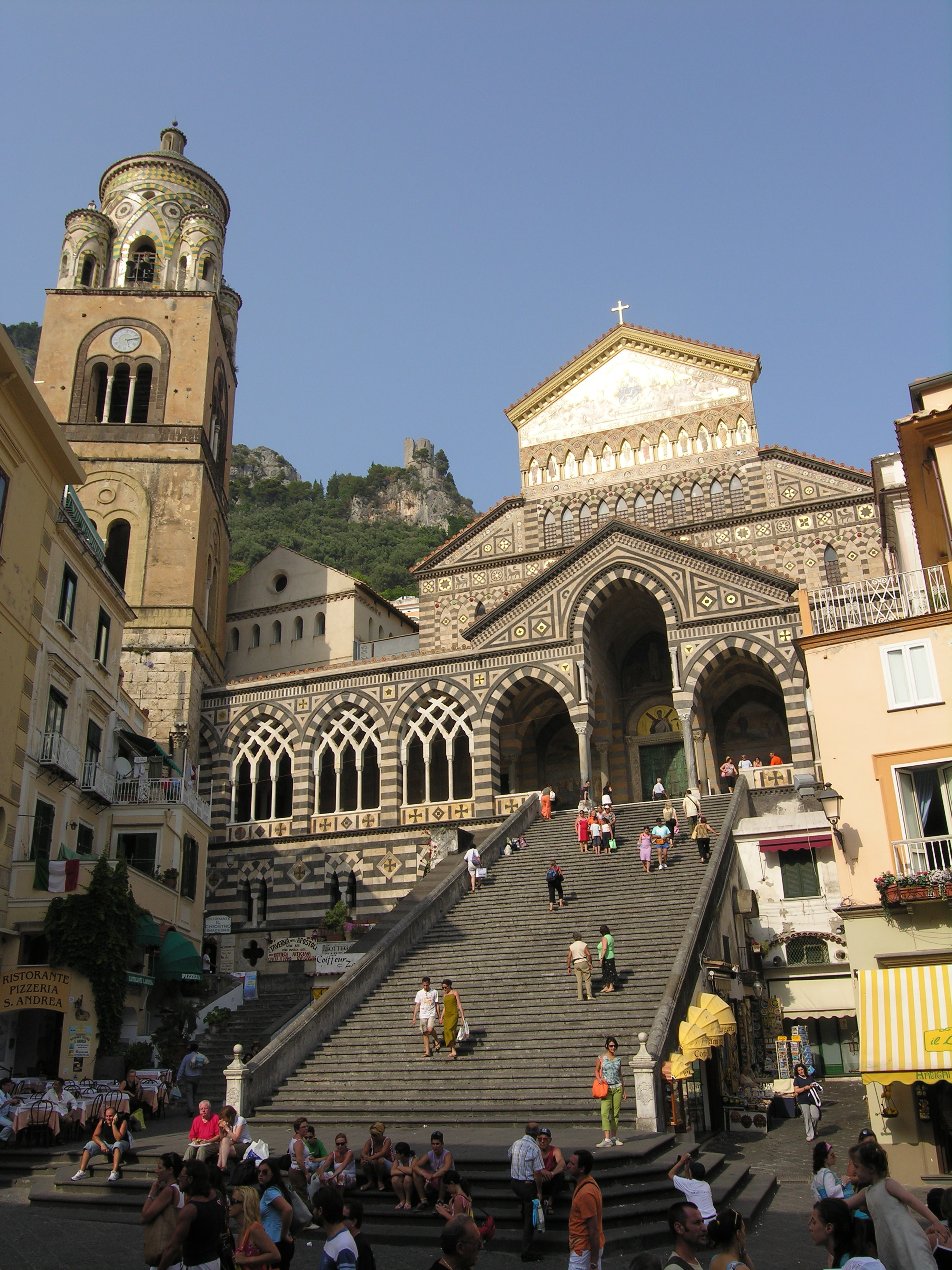
Katedrála sv. Ondřeje